# Ignacio Fernández Sarasola
Ignacio Fernández Sarasola, né en 1970 est un professeur et chercheur espagnol, professeur de droit constitutionnel à l'université d'Oviedo, spécialisé dans l'étude de l'histoire constitutionnelle de l'Espagne.
Il est l'auteur d'ouvrages tels que Poder y libertad : los orígenes de la responsabilidad del Ejecutivo en España (1808-1823) (2001), La función de Gobierno en la Constitución española de 1978 (2002), Proyectos constitucionales en España (1786-1824) (2004), La Constitución de Bayona (1808) (2007), Los partidos políticos en el pensamiento español. De la Ilustración a nuestros días (2009),, entre autres.
Il a également édité Valentín de Foronda. Escritos políticos y constitucionales (2002).